# Катя: Военная история
«Катя: Военная история» — российский телесериал, вышедший на экраны в 2009 году. Спустя два года, в 2011 году, на телеэкраны страны вышло продолжение сериала «Катя 2».

## Сюжет
События фильма происходят в провинциальном городе с весны 1941 года. Главная героиня Катя Новикова учится в школе, заканчивает девятый класс и свободное время проводит в играх со сверстниками. После начала Великой Отечественной войны девушке приходится повзрослеть, понести потери и столкнуться с жестокостью, подлостью и предательством.
Отец, дядя (младший брат её матери) Кати, а также её и первый возлюбленный Павел отправляются на фронт. Маму и младшего брата арестовывают по доносу о спекуляции. Средний брат отправляется в эвакуацию. Девушка остается одна и работает в военном госпитале до того как город занимают немцы. Катя скрывает раненных Павла и друга детства Севу от немцев. Вместе они перебираются в деревню к Катиной тёте Клавдии. Девушка с Севой уходят из деревни в партизанский отряд, оставив тяжелораненого Павла на попечении Клавдии.
После того как деревню заняли советские войска Павел был арестован по обвинению в пособничестве немцам. Отец и дядя погибают на фронте, мать умирает в тюрьме. Катя не знает, что случилось с младшими братьями и Павлом и где их искать.

## В ролях
- Екатерина Шпица — Катя (девичья фамилия — Новикова) Алексеева — дочь Анны Сергеевны Новиковой, старшая сестра Алексея и Пети Новиковых, племянница Клавдии Новиковой, лучшая подруга Нины Гордеевой, бывшая одноклассница Севы Барсукова, мать Гриши Алексеева.
- Алёна Бабенко — Анна Сергеевна Новикова, мать Кати Алексеевой, Алексея и Пети Новиковых.
- Елена Яковлева — Клавдия — тётя Кати Алексевой, Алексея и Пети Новиковых, сестра их отца.
- Ингеборга Дапкунайте — Мария Алексеевна, мать Севы.
- Илья Иосифов — Сева Барсуков — бывший одноклассник Кати Алексеевой.
- Николай Кисличенко — Пашка Алексеев — сосед Кати Алексеевой, боевой товарищ Андрея Боровийкина, племянник Веры, отец Гриши Алексеева.
- Светлана Потанина — Александра Сергеевна — врач-хирург.
- Дмитрий Нагиев — Григорий — староста, первая любовь Клавдии Новиковой.
- Александр Феклистов — Владимир Степанович — начальник железнодорожного узла, отец Севы.
- Алексей Шевченков— Сергей, диверсант-сапёр.
- Борис Щербаков — Алексей Шумилин, муж Клавдии Новиковой, майор Красной армии.
- Тамара Акулова — Зойка
- Александр Баринов — Караваев
- Анастасия Безбородова — Нина Гордеева — лучшая подруга Кати Алексеевой (со школьной поры).
- Александр Боковиков
- Кирилл Болтаев — Борис
- Василий Брыков — Стёпка
- Артём Кобзев — немецкий офицер
- Анатолий Лобоцкий — Иван Александрович, отец Нины
- Дмитрий Родонов — Майор
- Иван Тимченко — Миша Волков, умирающий в госпитале боец
- Елена Любимова — медсестра
- Луиза Габриэла Бровина — Анютка
- Юрий Пронин — сосед (нет в титрах)

## Дополнительно
Съёмки проходили в Москве и живописном городке Торжок Тверской области.
Премьера состоялась в мае 2009 года на канале НТВ и по рейтингу среди жителей Москвы сериал занял третье место (рейтинг — 6,3 %, доля — 19,6 %), и это при том, что первые два места заняли сильнейшие сериалы на военную тему — премьера цветной версии культового советского сериала «Семнадцать мгновений весны» и уже признанный зрителем сериал «Диверсант».
Сериал был хорошо принят зрителями, но главным образом из-за игры актёров:

Эта картина, жанр которой близок к военной драме, поражает своей простотой и пронзительностью. Многие зрители признавались, что смотрели сериал только ради того, чтобы лишний раз полюбоваться красивой парой — Катей и Пашей в исполнении Екатерины Шпицы и Николая Кисличенко. После выхода сериала «Катя» многие зрители, поспешившие расписаться в интернете в искренних чувствах к Николаю Кисличенко, почему-то начали сравнивать его с Сергеем Безруковым, хотя иной раз это сравнение выглядело просто «притянутым за уши».— Светлана Усанкова, сайт «Наш Фильм»
В то же время критикой отмечалось, что сериал 

представляет из себя в большей степени попытку использовать патриотическую тему для набирания рейтинговых очков. Отсюда и некоторые шаблонные сериальные моменты, отсюда и неоднозначное восприятие игры главной героини
при этом отмечалось, что в сравнении с Елизаветой Боярской, игравшей главную роль в вышедшем одновременно подобном сериале на военную тему «Я вернусь», Екатерина Шпица заслуживает «в свой адрес дифирамбов куда больше», и это при том что для Екатерины Шпицы роль в фильме стала её первой главной ролью, по её словам — «это была огромная веха в моей жизни».